# Lista de corpos menores e cometas visitados por sondas espaciais
A tabela a seguir lista todos os corpos menores e cometas que foram visitados por sondas espaciais.

## Corpos menores que foram visitados por sondas espaciais
Desde os anos 1990, um total de 13 corpos menores - atualmente todos eles são asteroides e planetas anões - foram visitados por sondas espaciais. Note-se que os satélites naturais que orbitam diretamente os cometas e planetas (não orbitando o Sol diretamente), não são corpos menores e, portanto, não estão incluídos na tabela abaixo.
Além dos objetos listados, dois asteroides foram fotografados por sonda a distâncias muito grandes para revelar características (mais de 100 000 km), e não são, portanto, consideradas como "visitado". O asteroide 132524 APL foi fotografado pela New Horizons, em 2006, a uma distância de 101 867 km e 2685 Masursky pela Cassini em 2000, a uma distância de 1 600 000 km. O Telescópio Espacial Hubble, uma nave espacial em órbita da Terra, já fotografou vários asteroides grandes, incluindo 2 Palas e 3 Juno.
| Corpo menor | Corpo menor | Corpo menor       | Corpo menor          | Sonda espacial | Sonda espacial    | Sonda espacial        | Sonda espacial    | Sonda espacial |
| Nome | Imagem      | Dimensões (km)(a) | Ano do descobrimento | Nome           | Maior aproximação | Maior aproximação     | Maior aproximação | Observações |
| Nome | Imagem      | Dimensões (km)(a) | Ano do descobrimento | Nome           | Ano               | Em km                 | Em raio(b)        | Observações |
| --- | ----------- | ----------------- | -------------------- | -------------- | ----------------- | --------------------- | ----------------- | --- |
| 1 Ceres |             | 952               | 1801                 | Dawn           | 2015–presente     | 200aprox. (Planejado) | 0,42              | Primeiro imagem "close up" de Ceres feita em dezembro de 2014; a sonda entrou em sua órbita em março 2015; foi o primeiro planeta anão visitado por uma sonda, maior asteroide visitado por uma sonda.                                                 |
| 4 Vesta |             | 529               | 1807                 | Dawn           | 2011–2012         | 200aprox.             | 0,76              | A sonda espacial partiu de sua órbita em 5 de setembro de 2012 e dirigiu-se para Ceres; primeiro "asteroide gigante" visitado por uma sonda, maior asteroide visitado por uma sonda até aquela data.                                                   |
| 21 Lutetia |             | 120×100×80        | 1852                 | Rosetta        | 2010              | 3,162                 | 64,9              | O sobrevoo ocorreu em 10 de Julho de 2010; o maior asteroide visitado por uma sonda até então. |
| 243 Ida |             | 56×24×21          | 1884                 | Galileo        | 1993              | 2,390                 | 152               | Sobrevoo; descobriu Dactyl; primeiro asteroide com um satélite natural visitado por uma sonda, maior asteroide visitado por sonda até então. |
| 253 Mathilde |             | 66×48×46          | 1885                 | NEAR Shoemaker | 1997              | 1,212                 | 49,5              | Sobrevoo; maior asteroide visitado por uma sonda até então. |
| 433 Eros |             | 34×11×11          | 1898                 | NEAR Shoemaker | 1998–2001         | 0                     | 0                 | Sobrevoo em 1998; orbitou em 2000 (primeiro asteroide estudado a partir da sua órbita); pouso em 2001; primeiro pouso em um asteroide, primeiro asteroide orbitado por uma sonda espacial, primeiro asteroide próximo da Terra visitado por uma sonda. |
| 951 Gaspra |             | 18,2×10,5×8,9     | 1916                 | Galileo        | 1991              | 1,600                 | 262               | Sobrevoo; primeiro asteroide visitado por uma sonda espacial. |
| 2867 Šteins |             | 4,6               | 1969                 | Rosetta        | 2008              | 800                   | 302               | Sobrevoo; primeiro asteroide visitado pela ESA |
| 4179 Toutatis |             | 4,5×~2            | 1934                 | Chang'e 2      | 2012              | 3,2                   | 0,70              | Sobrevoo; sobrevoo mais próximo de um asteroide, primeiro asteroide visitado por uma sonda chinesa. |
| 5535 Annefrank |             | 4,0               | 1942                 | Stardust       | 2002              | 3 079                 | 1230              | Sobrevoo. |
| 9969 Braille |             | 2,2×0,6           | 1992                 | Deep Space 1   | 1999              | 26                    | 12,7              | Sobrevoo; seguido de um sobrevoo do Cometa Borrelly ; falha, a sonda foi perdida durante o sobrevoo. |
| 25143 Itokawa |             | 0,5×0,3×0,2       | 1998                 | Hayabusa       | 2005              | 0                     | 0                 | Pousou; retornado amostras de poeira para a Terra em 2010 - primeira missão de retorno de amostras de asteroide; menor asteroide visitado por uma sonda, primeiro asteroide visitado por uma sonada espacial não pertencente à NASA.                   |
| 134340 Plutão |             | 2 370             | 1930                 | New Horizons   | 2015              | 12 500                | 10,5              | Sobrevoo; primeiro objeto transnetuniano visitado por uma sonda. |
| Notas: a As dimensões de um corpo menor pode ser descrita por X, Y e Z, em vez de um diâmetro média, devido à sua forma não esférica, irregular. b A abordagem mais próxima resultou em múltiplos raios médios do corpo menor. · Ordem de lista padrão: pela designação de planeta menor, ascendente. |             |                   |                      |                |                   |                       |                   | |

## Cometas que foram visitados por sondas espaciais
| Cometa | Cometa                       | Cometa            | Cometa                        | Sonda espacial            | Sonda espacial    | Sonda espacial    | Sonda espacial                                           | Sonda espacial |
| Nome | Imagem                       | Dimensões (km)(a) | Ano do descobrimento          | Nome                      | Maior aproximação | Maior aproximação | Maior aproximação                                        | Observações |
| Nome | Imagem                       | Dimensões (km)(a) | Ano do descobrimento          | Nome                      | Ano               | Em km             | Em raio(b)                                               | Observações |
| --- | ---------------------------- | ----------------- | ----------------------------- | ------------------------- | ----------------- | ----------------- | -------------------------------------------------------- | --- |
| Giacobini-Zinner |                              | 2                 | 1900                          | ICE                       | 1985              | 7 800             | 7 800                                                    | Foi o primeiro sobrevoo de um cometa. |
| Halley |                              | 15×9              | Conhecido desde a antiguidade | Vega 1                    | 1986              | 8 889             | 1 620                                                    | Sobrevoo. |
| Halley | Vega 2                       | 15×9              | Conhecido desde a antiguidade | 1986                      | 8 030             | 1 460             | Sobrevoo.                                                | |
| Halley | Suisei                       | 15×9              | Conhecido desde a antiguidade | 1986                      | 151 000           | 27 450            | Sobrevoo distante.                                       | |
| Halley | Giotto                       | 15×9              | Conhecido desde a antiguidade | 1986                      | 596               | 108               | Sobrevoo.                                                | |
| Grigg-Skjellerup |                              | 2,6               | 1902                          | Giotto                    | 1992              | 200               | 154                                                      | Sobrevoo. |
| Borrelly |                              | 8×4×4             | 1904                          | Deep Space 1              | 2001              | 2 171             | 814                                                      | Sobrevoo; maior aproximação em setembro de 2001 quando a sonda entrou no coma do cometa.                                                       |
| Wild 2 |                              | 5,5×4,0×3,3       | 1978                          | Stardust                  | 2004              | 240               | 113                                                      | Sobrevoo; primeira missão de retorno de amostras de um cometa à Terra (2006).                                                                  |
| Tempel 1 |                              | 7,6×4,9           | 1867                          | Deep Impact               | 2005              | 0                 | 0                                                        | Sobrevoo; efetuou uma explosão para criar uma cratera usando um impactador.                                                                    |
| Tempel 1 | Stardust                     | 7,6×4,9           | 1867                          | 2011                      | 181               | 57,9              | Sobrevoo; fez imagens da cratera criada pela Deep Impact | |
| Hartley 2 |                              | 1,4               | 1986                          | EPOXI (era a Deep Impact) | 2010              | 700               | 1 000                                                    | Sobrevoo; menor cometa visitado por uma sonda.                                                                                                 |
| Churyumov–Gerasimenko |                              | 4,1×3,3×1,8       | 1969                          | Rosetta                   | 2014              | 6                 | 3,91 5,37                                                | Primeiro veículo orbital do cometa (novembro de 2014); em órbita a partir de 2015; a OSIRIS capturou imagem com resolução de 11 cm/px em 2015. |
| Churyumov–Gerasimenko | Philae (pousador da Rosetta) | 4,1×3,3×1,8       | 1969                          | 2014                      | 0                 | 0                 | Primeiro pouso no cometa (novembro de 2014)              | |
| Notas: (a) Devido a uma forma não esférica, irregular, um cometa pode ser descrito como X, Y e Z, em vez de um de diâmetro médio são frequentemente usados para descrever as suas dimensões. (b) A abordagem mais próxima resultou em múltiplos raios médios do cometa. · Lista ordenada por ordem decrescente da primeira visita de um cometa. |                              |                   |                               |                           |                   |                   |                                                          | |

### Nave espacial visitada por cometas
O cometa C/2013 A1 passou perto de Marte em outubro de 2014, mais perto do que a distância da Lua em relação a Terra. Desde o início de 2014 foi calculado a passagem do mesmo tão perto quanto 0,00087 UA (130 000 km). Passou tão perto que o evento foi considerado perigoso para as naves espaciais em órbita em torno de Marte. As naves espaciais que estavam ativos na época incluíam: 2001 Mars Odyssey, Mars Express, MAVEN, Mars Orbiter Mission e Mars Reconnaissance Orbiter, em órbita de Marte - e dois veículos na superfície - o Opportunity e o Curiosity.

## Visitas planejadas

### Corpos menores que são alvos de futuras missões espaciais
A tabela a seguir lista os asteroides que estão previsto para ser visitados por sondas espaciais. Os planetas anões também estão incluídos.
| Nome              | Diâmetro (km) | Descobrimento | Sonda espacial | Agência | Ano(s) | Notas |
| ----------------- | ------------- | ------------- | -------------- | ------- | ------ | --- |
| 2014 MU69         | 30–90         | 26-6-2014     | New Horizons   | NASA    | 2019   | Sobrevoo – 1 de janeiro de 2019.                                                                                   |
| 16 Psyche         | 186           | 1852          | Psyche         | NASA    | 2030   | Planejado para entrar órbita.                                                                                      |
| 65803 Didymos     | ~1 (+,15)     | 11-04-1996    | AIDA           | ESA     | 2022   | Proposto. |
| 101955 Bennu      | ~0,5          | 11-09-1999    | OSIRIS-REx     | NASA    | 2020   | Futuro pouso planejado.                                                                                            |
| (162173) 1999 JU3 | ~1            | 10-05-1999    | Hayabusa 2     | JAXA    | 2018   | Órbita esperada para ocorrer entre junho de 2018 e dezembro de 2019. Vários pousos e coleta de amostra planejados. |

Os asteroides que passam perto o suficiente da Terra às vezes podem ser observados, como 4769 Castalia.

### Corpos menores anteriormente alvos de missões espaciais
Antigos alvos (foram em um algum tempo proposto como um alvo).
| Nome                   | Diâmetro (km) | Descoberta | Sonda espacial            | Ano(s)    | Notas                                                      |
| ---------------------- | ------------- | ---------- | ------------------------- | --------- | ---------------------------------------------------------- |
| 140 Siwa               | 103           | 13-10-1874 | Rosetta                   | 2007      | Alvo abandonado.                                           |
| 145 Adeona             | 151           | 3-6-1875   | Dawn                      | 2016      | Alvo abandonado.                                           |
| 449 Hamburga           | 86            | 31-10-1899 | CRAF                      | 1998      | Missão cancelada.                                          |
| 1620 Geographos        | 5,1×1,8       | 14-9-1951  | Clementine                | 1995      | Alvo abandonado.                                           |
| 2019 van Albada        |               | 28-9-1935  | NEAR                      | 1998      | Alvo abandonado.                                           |
| 2530 Shipka            |               | 9-7-1978   | Rosetta                   | 2007      | Alvo abandonado.                                           |
| 2703 Rodari            |               | 29-3-1979  | Rosetta                   | 2007      | Alvo abandonado.                                           |
| 3352 McAuliffe         | 2–5           | 6-2-1981   | Deep Space 1              | 1998      | Alvo abandonado.                                           |
| 3840 Mimistrobell      |               | 9-10-1980  | Rosetta                   | 2007      | Alvo abandonado.                                           |
| 4015 Wilson-Harrington |               | 19-11-1949 | Deep Space 1 Hayabusa Mk2 | 1999 2022 | Alvo abandonado, também é um cometa. Missão cancelada.     |
| 4660 Nereus            | ~1            | 28-2-1982  | NEAR NEAP Hayabusa        | 1997      | Alvo abandonado Missão cancelada Alvo abandonado.          |
| 4979 Otawara           | 5,5           | 2-8-1949   | Rosetta                   | 2007      | Alvo abandonado.                                           |
| (10302) 1989 ML        |               | 29-6-1989  | Hayabusa                  | 2002      | Alvo abandonado.                                           |
| (163249) 2002 GT       |               | 3-4-2002   | Deep Impact               | 2020      | As comunicações com a sonda espacial foi perdido           |
| (185851) 2000 DP107    | ~0,8          | 29-2-2000  | PROCYON                   | 2016      | Alvo abandonado, devido há uma falha do propulsor de íons. |